# Oranssi Pazuzu
Oranssi Pazuzu és un grup de black metal, rock espacial i rock psicodèlic finlandès format l'any 2007. Pren el seu nom d'oranssi, la paraula finesa per «taronja», i Pazuzu, el dimoni del vent de la mitologia babilònica.

## Trajectòria
La banda va gravar el seu àlbum debut, Muukalainen puhuu el 2008 a la cabana familiar del bateria, Jarkko «Korjak» Salo. Va ser publicat a través de Violent Journey Records el 2009, seguit el 2010 per un LP compartit amb Candy Cane. El seu segon àlbum de llarga durada, Kosmonument, va ser publicat el 2011 amb Spinefarm Records. El 2013, Svart Records va publicar Valonielu, que va ser produït pel londinenc Jaime Gomez Arellano. El quart àlbum de la banda, Värähtelijä, va ser publicat el 2016 i va rebre crítiques positives de Pitchfork i Spin. El 2017, la banda va publicar l'EP de dues cançons Kevät / Värimyrsky.
Dos membres d'Oranssi Pazuzu i dos membres de Dark Buddha Rising van formar el grup Atomikylä. Oranssi Pazuzu també forma part del col·lectiu Wastement.

## Discografia
Àlbums d'estudi
- Muukalainen puhuu (2009)
- Kosmonument (2011)
- Valonielu (2013)
- Värähtelijä (2016)
- Mestarin kynsi (2020)
- Muuntautuja (2024)

EP
- Kevät / Värimyrsky (2017)

Compartits
- Candy Cane / Oranssi Pazuzu (2010)